# Ангел Кунов
Ангел Йорданов Кунов е български геолог и общественик, професор, доктор на геологическите науки.

## Биография
Роден е на 15 май 1941 г. във Враца, където завършва Втора гимназия. През 1966 г. завършва геология и геохимия в Софийския университет „Св. Климент Охридски“. Специализира в Москва и Иркутск. Член на Българска академия на науките, ръководител на много международни експедиции, автор и съавтор на няколко книги посветени на геологията, публикувал над 100 научни изследвания. 
Ангел Кунов е почетен гражданин на Враца от 2009 г.
През 2014 г. е един от инициаторите за изграждане на мемориал на жертвите от англо-американската бомбардировка и загиналите врачани във Втората световна война.
Кунов почива на 28 юни 2023 г., след кратко боледуване.